# 芝麻蟹守螺
芝麻蟹守螺（学名：Semivertagus alveolus），是中腹足目蟹守螺科Semivertagus的一种。主要分布于越南、台湾，常栖息在礁石海岸海藻间。